# Pouteria bapeba
Pouteria bapeba é um espécie de planta na família Sapotaceae. É encontrada no Brasil. Os frutos são aveludados e de casca lisa; cor de vinho na maturidade e contendo uma ou duas sementes. Os nomes populares incluem bapeba e bapeba-branca.